# Rosa Vertner Jeffrey
Rosa Vertner Griffith Johnson Jeffrey (1828-1894) fue una poetisa y novelista estadounidense de Mississippi. Fue la primera mujer sureña cuya obra literaria atrajo la atención en todo Estados Unidos. 

## Biografía
Rosa Vertner Griffith nació en Natchez, Mississippi, en 1828. Su padre, John Griffith (muerto en 1853), era escritor de prosa y verso. Muchas de sus historias indias fueron publicadas en los Annuals de primera clase, y varias de ellas fueron conocidos en Inglaterra, incluyendo "The Fawn's Leap" y "Indian Bride". Su hermano, William T. Griffith, era un abogado eminente en Mississippi. El abuelo de Rosa, el reverendo James Abercrombie de Filadelfia, era un ministro episcopal. La madre de Rosa, que fuera una Miss Abercrombie, murió cuando tenía nueve meses de edad, dejando a cuatro niños pequeños; y fue entonces cuando la tía materna de Rosa, la señora Elizabeth Vertner, la adoptó. Su primera infancia la pasó en una casa de campo cerca de Port Gibson, Mississippi, llamada "Burlington", y propiedad de su padre adoptivo.
En 1838, sus padres se mudaron a Kentucky y se establecieron en Lexington. Fue educada en el seminario del obispo Smith, en Lexington.
En 1845, se casó, a la edad de 17 años, con Claude M. Johnson (muerto en 1861), un ciudadano rico de Lexington. De inmediato se convirtió en líder de la sociedad, no solo en Lexington, sino también en Washington y otras ciudades. Tuvieron seis hijos, dos de los cuales murieron jóvenes. Después de la muerte de su esposo, ella y los cuatro hijos se mudaron a Rochester, Nueva York, donde conoció y se casó con Alexander Jeffrey de Edimburgo, Escocia. Tuvieron tres hijos. Después de la Guerra Civil Americana, ella regresó a Lexington.

## Carrera
A los 15 años, escribió Legend of the Opal [Leyenda del ópalo]. En 1850, bajo la firma de "Rosa", se convirtió en colaboradora del Louisville Journal, del cual George D. Prentice era editor. Una gran cantidad de sus poemas aparecieron en esta revista, aunque, de vez en cuando, ella contribuyó a las principales revistas literarias de Estados Unidos. En 1857, sus poemas fueron publicados en un volumen por Ticknor & Fields, de Boston.
Mientras vivía en Rochester, publicó su primer libro, una novela, Woodburn, que fue enviada desde Nueva York en 1864. Fue la primera mujer sureña cuya obra literaria atrajo la atención en todo Estados Unidos. Su volumen de poemas, Daisy Dare and Baby Power, se publicó en Filadelfia, en 1871. Su tercer volumen de poesía, The Crimson Hand, and Other Poems, se publicó en 1881. Su novela, Marsh, se publicó en 1884. Entre sus producciones literarias se encuentran varios dramas.
Ella murió en 1894 en Lexington.

### Atribución
- Claxton, Remsen & Haffelfinger (1870). Southland Writers: Biographical and Critical Sketches of the Living Female Writers of the South. With Extracts from Their Writings (Public domain edición). Claxton, Remsen & Haffelfinger.
- Tardy, Mary T. (1872). The Living Female Writers of the South (Public domain edición). Claxton, Remsen & Haffelfinger.
- Willard, Frances Elizabeth (1893). A Woman of the Century: Fourteen Hundred-seventy Biographical Sketches Accompanied by Portraits of Leading American Women in All Walks of Life (Public domain edición). Moulton.